# 叉蝎蛉属
叉蝎蛉属（学名：Furcatopanorpa）昆虫纲长翅目蝎蛉科的一属，目前仅确定一种-长瓣叉蝎蛉（Furcatopanorpa longihypovalva），分布于中国北方。